# Enyimba Football Club
Maillots
Actualités
L'Enyimba Football Club est un club nigérian de football fondé en novembre 1976 et situé dans la ville d'Aba.

## Histoire
Le club participe à dix reprises à la Ligue des champions africaine, en 2002, 2003, 2004, 2005, 2006, 2008, 2011, 2014, 2015 et enfin 2016. Il remporte cette compétition à deux reprises, tout d'abord en 2003, en battant le club égyptien d'Ismaily SC en finale, puis en 2004, en s'imposant contre l'équipe tunisienne de l'Étoile sportive du Sahel.
Il participe également à deux reprises à la Coupe de la confédération, en 2010 puis en 2018.

## Palmarès
| Compétitions nationales | Compétitions internationales                                                                                               |
| --- | --- |
| - Championnat du Nigeria (9) : - Champion : 2001, 2002, 2003, 2005, 2007, 2010, 2015, 2019 et 2023. - Vice-champion : 2004, 2013, 2014. - Coupe du Nigeria (4) : - Vainqueur : 2005, 2009, 2013 et 2014. - Finaliste : 2010 et 2011. - Supercoupe du Nigeria (3) : - Vainqueur : 2001, 2003 et 2010. - Finaliste : 2002, 2009 et 2016. | - Ligue des champions de la CAF (2) : - Vainqueur : 2003 et 2004. - Supercoupe de la CAF (2) : - Vainqueur : 2004 et 2005. |

## Évolution du blason

Ancien blason
Ancien blason
Blason actuel